# Нулева матрица
В линейната алгебра нулева матрица е такава матрица, при която всички елементи са {\displaystyle 0}.
{\displaystyle A={\begin{pmatrix}0&0&\cdots &0\\0&0&\cdots &0\\\vdots &\vdots &\ddots &\vdots \\0&0&\cdots &0\end{pmatrix}}}.
Нулевата матрица в която и да е матрична система има същите свойства като обикновената нула. За всяка матрица {\displaystyle A}:
{\displaystyle A\cdot 0=0\cdot A=0},
{\displaystyle A+0=0+A=A},
{\displaystyle A-0=A},
{\displaystyle 0-A=-A}.
Ако обаче произведението на две матрици е нулевата матрица, това не означава задължително, че поне един от множителите е нулевата матрица.
{\displaystyle {\begin{pmatrix}0&1\\0&4\end{pmatrix}}\cdot {\begin{pmatrix}3&2\\0&0\end{pmatrix}}={\begin{pmatrix}0&0\\0&0\end{pmatrix}}}.